# Monastère de la Panagía Kosmosótira
Le monastère de la Panagía Kosmosótira ou Theotókos Kosmosótira (en grec moderne : Θεοτόκος η Κοσμοσώτειρα, littéralement « Mère de Dieu Salvatrice du monde ») est un monastère byzantin à Phères, dans le district régional de l'Évros, en Grèce. Il fut construit vers 1152 par le sébastokrator Isaac Comnène, fils de l'empereur Alexis Ier Comnène. Le catholicon du monastère fut converti en mosquée durant la domination ottomane, avant de devenir une église grecque orthodoxe en 1940.

## Histoire
Isaac Comnène commandita la construction du monastère pour en faire son lieu de retraite et de dernier repos, quelque temps avant 1152. Par cet acte, il transféra son projet de sépulture depuis Saint-Sauveur-in-Chora à Constantinople,,. Le site, connu sous le nom de Bera ou Vira (en grec moderne : Βήρα, d'un mot slave pour « marais »), était alors un endroit inhabité et densément envahi par la végétation. Toutefois, le catholicon, l'église principale du monastère, aurait potentiellement été érigé sur les vestiges d'un bâtiment antérieur, peut-être de l'époque romaine, bien qu'aucune source littéraire n'en fasse mention.
Pour soutenir son fonctionnement et assurer son indépendance financière, Isaac Comnène dota le monastère de vastes domaines à travers la Thrace. Il commanda nombre d’icônes et rédigea lui-même la règle du monastère (typikon) en prenant pour modèle celle du monastère de la Theotókos Evergétis (en). Il en fit une institution cénobitique pour 80 religieux, dont 50 moines, tous âgés de plus de 30 ans. Les eunuques étaient explicitement interdits. Le monastère relevait de la métropole (en) de Trajanopolis.
À l'hiver 1183-1184, l'empereur Andronic Ier Comnène, le fils d'Isaac, visita le monastère où son père fut enterré. En avril 1195, l'empereur déchu Isaac II Ange y fut aveuglé par son frère Alexis III Ange. Lors du partage de l'Empire byzantin après la quatrième croisade, Bera tomba aux mains des croisés et passa sous le contrôle de Geoffroi de Villehardouin, qui envoya son neveu Anseau de Courcelles reprendre le monastère et ses autres fiefs de la région.
Au fil des années, le monastère devint le noyau d'une zone de peuplement plus vaste formant la ville fortifiée de Phères, au sein de laquelle les paysans locaux cherchèrent refuge lors des invasions et des guerres civiles de l'époque. Le monastère fonctionna jusqu'au milieu du XIVe siècle, les moines ayant vraisemblablement abandonné le lieu entre 1343 et 1355. Au début des années 1370, Bera fut conquise par les troupes ottomanes de Lala Şâhin Pacha. En 1433, le catholicon du monastère fut attesté comme mosquée. Le monument, qui prit le nom de mosquée Gazi Süleyman Pacha, fut probablement l'une des premières églises de Grèce actuelle converties par les Ottomans.
Après que la région fut rattachée à la Grèce en 1920, le catholicon fut restauré sous l'égide d'Anastásios Orlándos. Quatre arcs-boutants et des cerclages métalliques du dôme furent notamment ajoutés afin de rectifier les problèmes structurels de l'édifice. Placé sous la responsabilité du 12e Éphorat des antiquités byzantines, le monument fut reconsacré en tant qu'église en 1940. Il est depuis lors rattaché à la Métropole d'Alexandroupolis, Trajanoupolis et Samothrace.

## Architecture

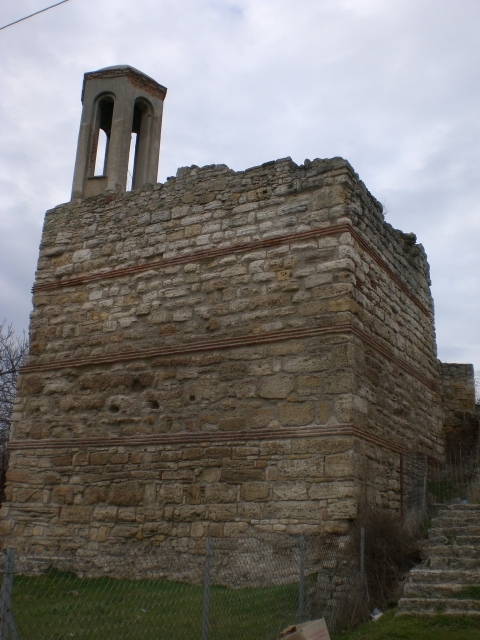
Vestige de l'une des tours de l'enceinte du monastère.

Le complexe monastique de la Panagía Kosmosótira était entouré d'une double enceinte fortifiée. La muraille intérieure avait vraisemblablement une forme à peu près hexagonale, avec des tours à chaque coin, dont trois nous sont parvenues dans un état de conservation correct,. L'ensemble comprenait notamment une citerne, un hospice, un moulin, une bibliothèque, un hôpital disposant de 36 lits et un bain public accessible aux villageois,. L'entretien de deux ponts construits par Isaac Comnène sur le fleuve Évros fut également confié à l'higoumène du monastère.
L'église principale est un édifice à croix inscrite mesurant 23 × 17 m de côté et 17 m de haut. L'angle sud-est fut orné d'une décoration en brique avec un motif d'aigle. Outre l'entrée principale du côté ouest, sur la façade où s'élevait autrefois le narthex, une porte latérale est logée au milieu du mur nord. Le monument révèle d'importantes réparations ultérieures sur l'abside centrale et la prothèsis, ainsi que l'ajout de quatre contreforts externes. Le toit est recouvert de feuilles de plomb, comme ordonné par Isaac lui-même. Des similarités architecturales existent avec Saint-Sauveur-in-Chora et le monastère du Christ-Pantocrator. Le premier fut d'ailleurs restauré au milieu du XIXe siècle par Isaac Comnène et le second bâti en 1136 par Jean II Comnène, frère d'Isaac.
L'espace intérieur est dominé par un grand dôme de 7 m de diamètre à douze fenêtres reposant sur un tambour dodécagonal. Les pendentifs du dôme sont supportés par deux piliers côté est et deux paires de colonnes côté ouest. Cette asymétrie s'explique potentiellement par le remploi des colonnes provenant d'un bâtiment antérieur. Quatre dômes plus petits flanquent l'espace central aux angles du bâtiment. Le couvercle de la tombe d'Isaac a potentiellement survécu, mais son emplacement d'origine dans l'église est inconnu,.
Les fresques du XIIe siècle sont attribuées à l'école constantinopolitaine,,. La coupole à nervures, encore largement enduite du plâtre de l'époque ottomane, présente peu d'ornementations. En revanche, sur les murs nord et sud figurent des représentations de saints militaires, dont Théodore le Stratilate et Mercure de Césarée, avec des traits vraisemblablement empruntés aux membres de la dynastie des Comnène. Alexis Ier pourrait avoir été peint à gauche du côté nord, tout comme Isaac lui-même et ses frères aînés Andronic et Jean II. Cette hypothèse ne fait toutefois pas consensus. Les fresques survivantes comprennent également des représentations de la Présentation de Jésus au Temple, de l'Annonciation, de la Communion des Apôtres, des Saintes Femmes devant le tombeau vide, de la Pentecôte, de la Théotokos en prière, des prélats et des prophètes ainsi que des séraphins,. Le style artistique et les choix iconographiques, exemples de l'art des Comnène, tendent à rapprocher le monastère de la Panagía Kosmosótira de l'église Saint-Panteleimon de Nerezi, de la chapelle du cimetière du monastère de Batchkovo et du catholicon du monastère de Veljusa.